# Lijst van voetbalinterlands Canada - Guatemala
Deze lijst van voetbalinterlands is een overzicht van alle officiële voetbalwedstrijden tussen de nationale teams van Canada en Guatemala. De landen speelden tot op heden zestien keer tegen elkaar. Het eerste duel, een vriendschappelijke wedstrijd, werd gespeeld op 2 september 1972 in Guatemala-Stad. De laatste ontmoeting, een kwartfinale van de CONCACAF Gold Cup 2025, vond plaats in Minneapolis (Verenigde Staten) op 29 juni 2025.

## Wedstrijden
| №  | Plaats          | Datum            | Competitie             | Wedstrijd          | Uitslag |
| -- | --------------- | ---------------- | ---------------------- | ------------------ | ------- |
| 1  | Guatemala-Stad  | 2 september 1972 | Vriendschappelijk      | Guatemala – Canada | 2 – 2   |
| 2  | Mexico-Stad     | 16 oktober 1977  | WK 1978 kwalificatie   | Canada – Guatemala | 2 – 1   |
| 3  | Guatemala-Stad  | 11 november 1980 | Vriendschappelijk      | Guatemala – Canada | 0 – 1   |
| 4  | Victoria        | 20 april 1985    | WK 1986 kwalificatie   | Canada – Guatemala | 2 – 1   |
| 5  | Guatemala-Stad  | 5 mei 1985       | WK 1986 kwalificatie   | Guatemala – Canada | 1 – 1   |
| 6  | Guatemala-Stad  | 9 oktober 1988   | WK 1990 kwalificatie   | Guatemala – Canada | 1 – 0   |
| 7  | Burnaby         | 15 oktober 1988  | WK 1990 kwalificatie   | Canada – Guatemala | 3 – 2   |
| 8  | Toronto         | 29 mei 1999      | Vriendschappelijk      | Canada – Guatemala | 1 – 0   |
| 9  | Edmonton        | 2 juni 1999      | Vriendschappelijk      | Canada − Guatemala | 2 − 0   |
| 10 | Vancouver       | 18 augustus 2004 | WK 2006 kwalificatie   | Canada – Guatemala | 0 – 2   |
| 11 | Guatemala-Stad  | 17 november 2004 | WK 2006 kwalificatie   | Guatemala – Canada | 0 – 1   |
| 12 | Foxborough      | 16 juni 2007     | CONCACAF Gold Cup 2007 | Canada – Guatemala | 3 – 0   |
| 13 | Oxnard          | 30 juni 2009     | Vriendschappelijk      | Guatemala – Canada | 0 – 3   |
| 14 | Fort Lauderdale | 27 maart 2015    | Vriendschappelijk      | Canada − Guatemala | 1 − 0   |
| 15 | Houston         | 1 juli 2023      | CONCACAF Gold Cup 2023 | Guatemala − Canada | 0 − 0   |
| 16 | Minneapolis     | 29 juni 2025     | CONCACAF Gold Cup 2025 | Canada − Guatemala | 1 – 1   |

## Samenvatting
| Competitie        | Totaal gespeeld | Winst Canada | Gelijk | Winst Guatemala | Doelsaldo Canada – Guatemala |
| ----------------- | --------------- | ------------ | ------ | --------------- | ---------------------------- |
| WK-kwalificatie   | 7               | 4            | 1      | 2               | 9 − 8                        |
| CONCACAF Gold Cup | 3               | 1            | 2      | 0               | 4 − 1                        |
| Vriendschappelijk | 6               | 5            | 1      | 0               | 10 − 2                       |
| Totaal            | 16              | 10           | 4      | 2               | 23 − 11                      |

Wedstrijden bepaald door strafschoppen worden, in lijn met de FIFA, als een gelijkspel gerekend.

## Details

### Achtste ontmoeting
| Vriendschappelijk (Toronto, Canada, 29 mei 1999): |       |           |
| Canada                                            | 2 – 0 | Guatemala |
| Paul Stalteri 42' Jason DeVos 62'                 | goals |           |

### Tiende ontmoeting
| WK 2006 kwalificatie (Vancouver, Canada, 18 augustus 2004): |       |                                |
| Canada                                                      | 0 – 2 | Guatemala                      |
|                                                             | goals | 7' Carlos Ruiz 59' Carlos Ruiz |

### Elfde ontmoeting
| WK 2006 kwalificatie (Guatemala-Stad, Guatemala, 17 november 2004): |       |                       |
| Guatemala                                                           | 0 – 1 | Canada                |
|                                                                     | goals | 57' Dwayne De Rosario |

### Twaalfde ontmoeting
| CONCACAF Gold Cup 2007 (Foxborough, Verenigde Staten, 16 juni 2007): |       |           |
| Canada                                                               | 3 – 0 | Guatemala |
| Dwayne De Rosario 17' Ali Gerba 33' Ali Gerba 44'                    | goals |           |

### Dertiende ontmoeting
| Vriendschappelijk (Oxnard, Verenigde Staten, 30 juni 2009): |       |                                                       |
| Guatemala                                                   | 0 – 3 | Canada                                                |
|                                                             | goals | 4' Ali Gerba 55' Patrice Bernier 67' (pen.) Ali Gerba |